# Gynatoma subfulva
Gynatoma subfulva är en tvåvingeart som beskrevs av Collin 1928. Gynatoma subfulva ingår i släktet Gynatoma och familjen dansflugor. Inga underarter finns listade i Catalogue of Life.